# 我是余欢水
《我是余欢水》是2020年播出的中国大陆网络剧，改编自余耕小说《如果没有明天》，由孙墨龙执导，王三毛、磊子编剧，郭京飞、苗苗、高露等主演。2020年4月6日在爱奇艺、腾讯视频、优酷同步播出。